# Crocomela acuminata
Crocomela acuminata là một loài bướm đêm thuộc phân họ Arctiinae, họ Erebidae.